# Eisstadion Graz-Liebenau
L'Eisstadion Graz-Liebenau est une patinoire située à Graz en Autriche. 

## Description
Elle ouvre en 1963.
La patinoire accueille notamment l'équipe de hockey sur glace des Graz 99ers de l'EBEL. La patinoire a une capacité de 4 126 spectateurs.